# Volo Avensa 358
Il volo Avensa 358 era un volo di linea passeggeri nazionale dall'aeroporto Internazionale José Tadeo Monagas all'Aeroporto Internazionale Simón Bolívar, in Venezuela. Il 22 dicembre 1974, un Douglas DC-9 operante sulla rotta si schiantò poco dopo il decollo provocando la morte di tutte le 75 persone a bordo.

## L'aereo
Il velivolo coinvolto era un Douglas DC-9-14, marche YV-C-AVM, numero di serie 47056, numero di linea 89. Volò per la prima volta nel 1967 e venne consegnato ad Avensa nel febbraio dello stesso anno. Era spinto da 2 motori turboventola Pratt & Whitney JT8D-7A. Al momento dell'incidente, l'aereo aveva circa sette anni.

## L'incidente
Il 22 dicembre 1974, il McDonnell Douglas DC-9, con 69 passeggeri e 6 membri dell'equipaggio a bordo, decollò dalla pista 05 dall'aeroporto di Maturín. Cinque minuti dopo il decollo, entrambi i motori si spensero. I piloti, dopo aver informato la torre, persero il controllo del velivolo e si schiantarono a 32 chilometri dalla città di Maturín, in Venezuela. Tutti i 75 a bordo del volo morirono.

## Le indagini
Le autorità venezuelane e il National Transportation Safety Board (NTSB) degli Stati Uniti indagarono sull'incidente.
La causa dell'incidente venne attribuita ad un'avaria a entrambi i motori. La causa del guasto dei propulsori e della perdita di controllo non venne mai determinata.